# Karl Maria Wiligut
Karl Maria Wiligut, connu aussi sous les pseudonymes Karl Maria Weisthor et Jarl Widar(10 décembre 1866 à Vienne - 3 janvier 1946 à Arolsen) est un intellectuel ésotériste autrichien. Colonel dans l'armée austro-hongroise, puis SS-Brigadeführer, il est surtout connu pour avoir été un chantre de l'idéologie mystique nazie.

## Biographie
Karl Maria Wiligut naît le 10 décembre 1866 à Vienne (Autriche), dans une famille catholique. Fils aîné dans une famille à forte tradition militaire, il rejoint, à l'âge de 14 ans, l'école des cadets de Vienne-Breitensee.

### Le soldat idéaliste
À 17 ans, Wiligut s'engage dans l'Armée austro-hongroise. Affecté dans le régiment d'infanterie Milan Ier de Serbie, il est promu lieutenant en 1888. En 1884, il est affecté à Mostar, en Bosnie-Herzégovine occupée par la double monarchie, puis, au fil de ses promotions, sous-lieutenant en 1888, lieutenant en 1892, capitaine en 1903, puis major en 1912, il est amené à servir dans tout l'empire austro-hongrois
L'année suivante, il rejoint la loge para-maçonnique Schlaraffia. En 1903, Karl Maria Wiligut publie  Seyfrieds Runen.
En 1906, il épouse Malwine Leurs von Treuenringen, de Bolzano, de qui lui naissent deux filles, Gertrude et Charlotte. En 1908, il publie Neun Gebote Gots, où il prétend être l'héritier d'une ancienne tradition irministe.
Pendant la Première Guerre mondiale, Wiligut sert comme lieutenant-colonel, commandant, sur les fronts du Sud et de l'Est. En 1915, nommé lieutenant-colonel, il reçoit la mission de réorganiser deux unités de réserve, puis est dépêché sur le front italien; en juin 1916, il reçoit la charge d'organiser la réserve dans la région de Salzbourg. Le 1er août 1917, le commandant Wiligut est promu au grade de Oberst. En mai 1918, le colonel Wiligut quitte le front pour prendre le commandement d'un camp de prisonniers, près de Lviv, en Galicie. Il est démobilisé le 1er janvier 1919.

### L’ésotériste incompris
En janvier 1919, le colonel Wiligut fait valoir ses droits à la retraite et quitte le service actif. Il s'installe alors à Morzg, non loin de Salzbourg, où il s'adonne à ses réflexions. Karl Maria Wiligut reçoit Theodor Czepl de l'Ordo Novi Templi, l'"Ordre du Nouveau Temple", en 1921, et se rapproche de ce groupuscule, influencé par son fondateur.
Au début des années 1920, il commence à être célèbre parmi les nationalistes friands d'occultisme, par ses multiples écrits liant nationalisme extrême et occultisme germanique.
Il est déclaré schizophrène et mégalomane par un tribunal de Salzbourg, saisi à la demande de son épouse. En 1924, Wiligut est hospitalisé, puis interné dans un asile psychiatrique, pour paranoïa; il reste interné jusqu'en 1927. Sa schizophrénie trouve son origine dans la mort en bas âge de son unique fils, interrompant la filiation et la transmission des savoirs dont il s'estime le dépositaire.

### Le maître à penser
En 1932, Wiligut quitte famille et amis pour s'installer à Munich. Dans cette ville, sous le nom de Weisthor, il y bénéficie d'une certaine notoriété notamment auprès des membres de la société de l'Edda, fondée en 1925 par Rudolf John Gorsleben. Il côtoie Frieda Dorenberg, Ernst Rüdiger Starhemberg et rencontre le Reichsführer-SS Heinrich Himmler à une conférence de la Nordische Gesellschaft, une association culturelle exaltant les valeurs germano-scandinaves. Ses théories sur les valeurs germaniques archaïques lui valent un accueil enthousiaste parmi les membres du NSDAP.
Il est présenté à Himmler durant le mois de septembre 1933, par l'un de ses proches, Richard Anders, alors officier SS ; il intègre rapidement le cercle des proches de Himmler, impressionné par ses dons,. Puis, en 1934, promu au grade de SS-standartenführer, colonel SS, puis général, par Himmler en personne, Wiligut rejoint alors l'Ahnenerbe et se voit confier des recherches sur la préhistoire des peuples germaniques. Pour ce dernier, il prépare un certain nombre de textes, articles à ambition scientifique ou poèmes personnels, publiant des textes du clan Asa-Uana Ulligotis, dont il s'affirme dépositaire de la tradition orale. Non content de proposer à Himmler ses conceptions personnelles de l'antiquité germanique, il lui assure la présence d'une civilisation d'origine atlante, donc nordique, en Asie centrale,. Wiligut fait ainsi parvenir à Himmler ses articles dédicacés publiés dans des revues païennes, des poèmes ou rédige des notes de lectures destinées à Himmler pour la préparation d'un ouvrage consacré au père du Reichsführer-SS. 
Devenu référent mythologique du Reichsführer-SS, Wiligut intègre durant le printemps 1935 l'état-major particulier de Himmler; il est promu Brigadeführer, général de brigade SS, en 1936. Il conseille le port du SS-Ehrenring, l'anneau à tête de mort à motifs runiques, pour tous les membres des SS, dont il a élaboré le dessin en 1931 (après sa disgrâce, Himmler conserve l'anneau SS de Wiligut dans son propre coffre-fort) ; de même, il propose l'association de symboles devant orner les tombes des SS tués au combat, suggérant de substituer à la Croix chrétienne une croix à branches égales. Il élabore également un certain nombre de rituels utilisés par la SS, dont le rituel du mariage. Concepteur de cérémonies païennes mises en œuvre au sein de la SS, il officie lors de la cérémonie de bénédiction du nom du troisième enfant de Karl Wolff, présidée par Himmler en personne. 
Expert mythologique de Himmler, rédacteur du culte dont ce dernier s'entoure, il choisit également les lieux de ce culte. Ainsi, il choisit, pour le compte de Himmler, le château de Wewelsburg, comme place centrale pour la SS, sur le modèle du château de Marienbourg, place forte centrale des chevaliers teutoniques : selon lui, le château aurait été au centre d'une « bataille du Bouleau », au cours de laquelle une armée venue de l'Est aurait été défaite par une armée occidentale, et constituerait un môle de résistance face à une nouvelle invasion venue de l'Est. De plus, il participe à son aménagement, afin de le rendre propice, selon lui, à la célébration de cultes germaniques ancestraux.
De même, il oriente un certain nombre de fouilles de la SS sur les Externsteine, lieu spectaculaire sculpté par l'érosion et petite résidence aristocratique médiévale.

### Disgrâce et mort
Mais en 1939, le passé salzbourgeois de Wiligut ayant refait surface, il tombe dans une relative disgrâce, d'abord en raison de la découverte de son passé psychiatrique, puis en raison des réserves formulées par Hitler au sujet de l'occultisme. Il est alors obligé de démissionner de la SS le 28 août 1939. De plus la révélation de son passé médical, ainsi que le traitement imposé par Himmler le rendent alcoolique et dépressif.
Rapidement écarté, confié à une gouvernante membre du cabinet personnel de Himmler, Wiligut séjourne alors à Aufkirchen (de)[Lequel ?], dans un appartement attribué par la SS, puis, à partir de 1940, à Goslar, à sa demande , près du lac de Wörthersee en 1943, et enfin à Arolsen, dans la Hesse ; il en est expulsé en 1945 par les unités d'occupation britanniques. 
Il décède à Arolsen, le 3 janvier 1946, dans l'anonymat, sa santé, affaiblie par les médications ordonnées par Himmler, ne résistant pas aux multiples déménagements qui lui sont imposés entre 1943 et 1945.
Présenté comme le « Raspoutine de Himmler », il est parfois crédité d'une grande influence sur la SS. En réalité, Wiligut n'a jamais joué qu'un rôle mineur au sein de la SS. La légende de l'importance de Wiligut au sein de la SS se développe grâce à l'un de ses disciples, Rudolf Mund, compilateur de notes et témoignages d'admirateurs de Wiligut, et ancien membre des SS, selon Christian Bouchet.

## Thèses
Dans ses écrits, Wiligut développe une vision particulière de l'humanité, issue de ses soi-disant capacités médiumniques et de secrets immémoriaux qui lui auraient été transmis oralement.

### Filiation
S'affirmant dépositaire d'une tradition orale, qu'Himmler tente d'obtenir en le droguant, Wiligut propose à ce dernier le retour à une religion germanique originelle, disparue depuis 1200, date à laquelle les textes qui la définissent auraient été brûlés sur l'ordre de Louis le Pieux, roi ou empereur non nommé plus précisément.
Il affirme en 1919 être un mage, dont l'ascendance compterait des magiciens et être doté de dons psychiques, un descendant de Thor, d'un clan goth issu des Ases, et d'une lignée secrète des rois de Germanie : le secret de cette ascendance lui aurait été transmise par son grand-père, puis son père.
Ses contemporains donnaient une généalogie de La lignée des Wiligoten sur 78 000 ans, mais Wiligut a cependant prétendu être en mesure de remonter sur 225 000 ans. Cette affirmation, à la base de sa célébrité dans les milieux völkisch, ne peut être datée avec précision, les sources étant rares ; il affirme d'ailleurs à ses correspondants que sa couronne royale serait à Goslar et son épée à Steinamanger.

### Doctrine
Célèbre dans les milieux völkisch, Karl Maria Wiligut expose sa doctrine dès le début des années 1920.

### Conceptions de l'Histoire
Dans son ouvrage, Présentation du développement de l'Humanité, tiré, selon l'auteur des récits transmis secrètement par le clan Asa-Uana-Ulligotis, Wiligut divise l'Histoire de l'humanité en sept périodes, dont quatre se seraient déjà écoulées et se seraient achevées par un cataclysme à l'échelle planétaire : lors de ce cataclysme, la Terre et un autre astre s'unissent, les populations de ces deux objets célestes constituant de nouvelles races sur la planète.
De plus, selon lui, le début de l'Histoire se situe en 228 000 avant J-C ; jusqu'en 78 000 avant J-C, cette Histoire est rythmée par des conflits entre géants et nains, entre autres. En 78 000, la fondation de la ville de Goslar matérialise une courte période de paix, interrompue par le renouveau des conflits entre les tenants de la religion irministe et les partisans du schisme wotaniste, ces derniers ayant rapidement le dessus, d'abord en 9600 avant J-C, lors de la crucifixion du prophète irministe Baldur-Chrestos, puis en 1200 avant J-C, lors de la destruction du sanctuaire de Goslar.

## Distinctions
- Österreichisches Militärverdienstkreuz mit Kriegsdekoration und Schwertern, IIIe classe.
- Österreichisches Militärverdienstmedaille, en argent.
- Österreichisches Militärverdienstmedaille, en bronze.
- Militär-Jubiläumskreuz.
- Jubiläumserinnerungsmedaille.
- Erinnerungskreuz 1912/13.
- Karl-Truppenkreuz.
- Verwundetenmedaille.
- Österreichische Kriegserinnerungsmedaille, mit Schwertern.
- Medaille zur Erinnerung an den 13. März 1938.
- Medaille zur Erinnerung an den 1. Oktober 1938.
- Kriegsverdienstkreuz mit Schwertern (1939), IIe et Ire classes.
- SS-Ehrenring
- SS-Ehrendegen